# Tak Wah Mak
Tak Wah Mak, kitajsko-kanadski genetik in imunolog, * 4. oktober 1946, Ljudska republika Kitajska.
Znan je zlasti kot vodja raziskovalne skupine, ki je prva uspešno klonirala gen za T-celični receptor, kar je pomenilo preboj v imunologiji. Prispeval je še druga pomembna odkritja na področju genetike imunskega sistema in raka. Deluje kot vodja inštituta Amgen in inštituta za raziskave raka dojk v Centru Princese Margarete za raka v Torontu ter kot profesor na Univerzi v Torontu in soustanovitelj več biotehnoloških podjetij.

## Življenjepis
Odraščal je v takratni britanski koloniji Hong Kong, kjer so ga starši vpisali v prestižno jezuitsko šolo s pričakovanjem, da bo postal zdravnik, toda njega sta bolj zanimala zgodovina in naravoslovje. V 1960. letih so emigrirali v Združene države Amerike in Mak je vpisal študij kemijskega inženirstva na Univerzi Wisconsina v Madisonu, nato pa ga je pritegnila biokemija. V Madisonu je tako končal prvostopenjski študij biokemije in leta 1967 še drugostopenjski študij biofizike. Sledila je selitev v Kanado in doktorski študij biokemije na Univerzi Alberte v Edmontonu, ki ga je končal v zgodnjih 1970. letih.
Med študijem v Edmontonu je prišel v laboratorij virologa Rolanda Rueckerta kot pomivalec laboratorijske steklovine in tam kmalu dobil priložnost sodelovati pri znanstvenem delu z virusi RNK, kar šteje za začetek svoje kariere. Po doktoratu je odšel na usposabljanje na Ontarijski inštitut za raka (Ontario Cancer Institute, OCI) pri odkriteljih krvotvornih matičnih celic Ernestu McCullochu in Jamesu Tillu, s krajšim raziskovalnim obiskom pri kasnejšem nobelovcu Howardu Teminu. Na OCI je kasneje ustanovil svoj laboratorij za raziskave onkogenih retrovirusov in levkemije človeških limfocitov T. To je bilo obdobje intenzivnih raziskav zgradbe T-celičnega receptorja, ki je zaradi izmuzljivosti veljal za »sveti gral« imunologije.
Leta 1983 jim je uspel preboj, ko so v njegovem laboratoriju prvi uspešno klonirali T-celični receptor, ki ga je leto prej izoliral James P. Allison, odkritje je bilo objavljeno leta 1984 v reviji Nature. Naslednjih deset let se je Mak ukvarjal z geni  imunskega sistema, vzporedno pa je pričel eksperimentirati tudi s tehniko izbijanja genov za študij funkcije genov. Odtlej jo s pridom uporablja zlasti za gene, udeležene pri imunskem odzivu in biologiji raka; med pomembnejšimi odkritji je mehanizem delovanja gena p53, ki so ga s sodelavci identificirali kot ključen protitumorski gen.
Leta 1993 je pridobil financiranje biotehnološkega podjetja Amgen za ustanovitev raziskovalnega inštituta, kjer si je izposloval praktično popolno svobodo pri izbiri raziskovalne usmeritve v zameno za podatke, ki bi jih lahko podjetje uporabilo pri razvoju protitumorskih zdravil, in lastništvo vseh morebitnih patentov. Poleg mehanizmov prepoznavanja in popravljanja mutacij s sodelavci zdaj preučuje tudi mehanizme proženja programirane celične smrti ter širše genetske predispozicije za raka in vlogo epigenetskih sprememb. Amgenov inštitut je kljub majhnosti pod njegovim vodstvom postal ena najvidnejših ustanov na svojem področju na svetu.
Študij genov, udeleženih pri zaviranju nastajanja tumorjev, ga je med drugim vodile na področje raziskav raka dojk, s čimer je pritegnil pozornost družine Cambell v Torontu, ki ga je leta 2004 povabila za vodjo novega inštituta za raziskave raka dojk v bolnišnici Princese Margarete v Torontu (zdaj Princess Margaret Cancer Centre), financiranega iz njihovega dobrodelnega sklada.
Dve leti pred tem se je podjetje Amgen umaknilo iz Makovega inštituta in ga prepustilo Ontarijskemu inštitutu za raka. Kasneje je soustanovil biotehnološko podjetje Agios Pharmaceuticals, ki se ukvarja z razvojem terapij proti raku.

## Priznanja
Na račun odmevnih odkritij je prejel več strokovnih nagrad, kot sta Gairdnerjeva nagrada za medicinske raziskave (1989) in Sloanova nagrada za raziskave raka (1996).
Izvoljen je bil za člana britanske Kraljeve družbe in tujega člana Nacionalne akademije znanosti ZDA. Je tudi nosilec reda Kanade.